# Гарашківка
Гара́шкі́вка —  село в Україні, у Печенізькій селищній громаді Чугуївського району Харківської області. Населення становить 155 осіб. До 2020 орган місцевого самоврядування — Борщівська сільська рада.

## Географія
Село Гарашківка знаходиться на лівому березі річки Хотімля, вище за течією на відстані 0,5 км розташоване село Гуслівка, нижче за течією на відстані 5 км розташоване село Затока, на протилежному березі - село Паськівка.

## Історія
12 червня 2020 року, відповідно до Розпорядження Кабінету Міністрів України  № 725-р «Про визначення адміністративних центрів та затвердження територій територіальних громад Харківської області», увійшло до складу Печенізької селищної громади.
19 липня 2020 року, в результаті адміністративно-територіальної реформи та ліквідації колишнього Печенізького району, увійшло до складу новоутвореного Чугуївського району Харківської області.